# Laat me slapen
Laat me slapen is een single uit 1998 van de Nederlandse popgroep Acda en De Munnik. Het is het vierde nummer van het album Naar huis. Het lied gaat over de moord op John Lennon.

## Tracklist
1. Laat me slapen 4:06
2. Ik weet het beter 2:30

## Hitnoteringen
| "Laat me slapen" in de Nederlandse Top 40 -- binnen: 05-09-1998 | "Laat me slapen" in de Nederlandse Top 40 -- binnen: 05-09-1998 | "Laat me slapen" in de Nederlandse Top 40 -- binnen: 05-09-1998 | "Laat me slapen" in de Nederlandse Top 40 -- binnen: 05-09-1998 | "Laat me slapen" in de Nederlandse Top 40 -- binnen: 05-09-1998 |
| Week                                                            | 1                                                               | 2                                                               | 3                                                               | 4                                                               |
| --------------------------------------------------------------- | --------------------------------------------------------------- | --------------------------------------------------------------- | --------------------------------------------------------------- | --------------------------------------------------------------- |
| Nummer                                                          | 24                                                              | 22                                                              | 29                                                              | 39                                                              |

| "Laat me slapen" in de Nederlandse Single Top 100 -- binnen: 29-08-1998 | "Laat me slapen" in de Nederlandse Single Top 100 -- binnen: 29-08-1998 | "Laat me slapen" in de Nederlandse Single Top 100 -- binnen: 29-08-1998 | "Laat me slapen" in de Nederlandse Single Top 100 -- binnen: 29-08-1998 | "Laat me slapen" in de Nederlandse Single Top 100 -- binnen: 29-08-1998 | "Laat me slapen" in de Nederlandse Single Top 100 -- binnen: 29-08-1998 | "Laat me slapen" in de Nederlandse Single Top 100 -- binnen: 29-08-1998 | "Laat me slapen" in de Nederlandse Single Top 100 -- binnen: 29-08-1998 | "Laat me slapen" in de Nederlandse Single Top 100 -- binnen: 29-08-1998 | "Laat me slapen" in de Nederlandse Single Top 100 -- binnen: 29-08-1998 |
| Week                                                                    | 1                                                                       | 2                                                                       | 3                                                                       | 4                                                                       | 5                                                                       | 6                                                                       | 7                                                                       | 8                                                                       | 9                                                                       |
| ----------------------------------------------------------------------- | ----------------------------------------------------------------------- | ----------------------------------------------------------------------- | ----------------------------------------------------------------------- | ----------------------------------------------------------------------- | ----------------------------------------------------------------------- | ----------------------------------------------------------------------- | ----------------------------------------------------------------------- | ----------------------------------------------------------------------- | ----------------------------------------------------------------------- |
| Nummer                                                                  | 76                                                                      | 34                                                                      | 31                                                                      | 34                                                                      | 41                                                                      | 62                                                                      | 72                                                                      | 79                                                                      | 100                                                                     |